# عرهان (بعدان)

تعديل مصدري - تعديل

عرهان هي إحدى قرى عزلة الحيث بمديرية بعدان التابعة لمحافظة إب، بلغ تعداد سكانها 439 نسمة حسب تعداد اليمن لعام 2004.